# ISCSI
Internet Small Computer System Interface (iSCSI je standard za korištenje SCSI protokola na mrežama Ethernet TCP/IP. Prema specifikaciji SCSI-3 iSCSI je protokol na transportnom sloju, pa je time alternativa protokolima kao što su Fibre Channel ili paralelno sučelje SCSI.
Primjenom protokola iSCSI omogućuje se izgradnja jeftinijih mreža za spremišta podataka (Storage Area Network) jer se koristi uobičajena  Ethernet mrežna infrastruktura upotrebom protokola TCP/IP.
U biti, iSCSI dopušta dvama računalima u komunikaciji da pregovaraju i zatim razmjenjuju naredbe SCSI koristeći internetski protokol (IP), odnosno mreže Ethernet i skup protokola TCP/IP. Čineći to, iSCSI koristi protokol SCSI (za diskove), kao standard za pohranu visokih performansi i emulira ga preko širokog raspona mreža, stvarajući sustav SAN. Za razliku od nekih protokola SAN, iSCSI ne zahtijeva namjensko kabliranje i može se u potpunosti izvoditi preko postojeće mrežne IP infrastrukture.
iSCSI je definiran u RFC 3720.
iSCSI podržava i upotrebu tzv. Multipath I/O za poboljšanje performansi i otpornosti na ispade.